# Other Voices, Other Blues
Other Voices, Other Blues ist ein Jazzalbum von Sun Ra. Die vom 8. bis 13. Januar 1978 in den Horo Voice Studios in Rom entstandenen Aufnahmen erschienen 1978 auf dem Label Horo. Am 1. April 2014 wurde das Album auf Enterplanetary Koncepts als Download wiederveröffentlicht.

## Hintergrund
Den Winter 1977/78 verbrachte Sun Ra in Italien, wo er zunächst im November 1977 ein Soloalbum einspielte. In Rom entstanden in Quartett-Besetzung zwei Studioalben, Other Voices, Other Blues und New Steps, mit Sun Ra an den Tasteninstrumenten, Michael Ray (Trompete), John Gilmore (Tenorsaxophon) und Luqman Ali am Schlagzeug.
Sun Ra spielt Piano bei „One Day in Rome“, „Along the Tiber“ und „Sun, Sky and Wind“ und Synthesizer bei den anderen Titeln. In The Earthly Recordings of Sun Ra von Robert L. Campbell und Christopher Trent heißt es, Sun Ra habe während der Sessions im Januar 1978 in Italien häufig sein Crumar-Keyboard benutzt, um sich wiederholende Linien und „Drum“-Sequenzen zu programmieren.

## Titelliste
- Sun Ra Quartet Featuring John Gilmore: Other Voices, Other Blues (Horo Records HDP 23-24)[3]

1. Springtime and Summer Idyll 13:21
2. One Day in Rome 5:24
3. Bridge on the Ninth Dimension 14:25
4. Along the Tiber 4:04
5. Sun, Sky and Wind 6:30
6. Rebellion 12:17
7. Constellation 9:15
8. The Mystery of Being 10:20

Die Kompositionen stammen von Sun Ra.

## Rezeption
Sean Westergaard verlieh dem Album in Allmusic vier Sterne und schrieb, wie der Titel schon sagt, zeige dieses Album den Zuhörern die vielen Seiten des Blues und demonstriere, was einige sehr individuelle Spieler damit machen können. „Bridge on the Ninth Dimension“ beginne als langsamer, gruseliger Synthie-Blues, der sich etwa zur Hälfte in eine rasante Freak-Out-Session verwandelt. Dies sei der einzige wirkliche „out“-Teil des Albums, obwohl der Blues auf „Rebellion“ ausgesprochen seltsam wird. Dies bilde in der Tat eine großartige Kulisse, um zu erleben, was diese Jungs als Solisten leisten können, mit den leicht verständlichen im Jazz die Harmoniewechsel des Blues und dem abgespeckten Ensemble. Luqman Alis Schlagzeugspiel sei der Anker, und jeder bekomme viel Raum für Soli. Fans von John Gilmore sollten hier unbedingt zugreifen, aber auch Michael Ray und Sun Ra seien einfach fantastisch.